# مؤشر النقطة الثابتة
في علم الرياضيات، يعرف مؤشر النقطة الثابتة بأنه مفهوم في نظرية النقطة الثابتة الطوبولوجية وخاصة نظرية نيلسين. ويمكن تصور مؤشر النقطة الثابتة باعتباره مقياس التكرر للنقاط الثابتة.
ويمكن بسهولة تحديد المؤشر في وضع التحليل العقدي: فلنفترض أن f(z) هي مخططات تامة الشكل على المستوى العقدي ولنفترض أن z0 هي نقطة ثابتة لـ f. إذًا الدالة f(z) − z هي دالة مكتملة الشكل وتتميز بصفر مطلق عند z0. نحن نحدد مؤشر النقطة الثابتة لـ f عند z0, وأشرنا إلى أن i(f, z0), هي تكرر صفر الدالة f(z) − z عند النقطة z0.
في الفضاء الإقليدي الحقيقي، يتم تحديد مؤشر النقطة الثابتة كما يلي: إذا كانت x0 هي نقطة ثابتة مطلقة من f، إذًا فلنفترض أن g هي الدالة المحددة بواسطة
{\displaystyle g(x)={\frac {x-f(x)}{||x-f(x)||}}.\,}
إذًا g لها نقطة متميزة منعزلة عند x0، وترسم حدود بعض المقادير المحذوفة من x0 في كرة الوحدة. نحدد i(f, x0) بأنها بروار درجة الإسقاط الناتجة من g على جزء من الكرة الصغيرة المختارة بشكل مناسب حول x0.

## مبرهنة ليفشيتس هوبف
تنبع أهمية مؤشر النقطة الثابتة إلى حدّ كبير من دوره في مبرهنة ليفشيتس–هوبف التي تنص على أن:
{\displaystyle \sum _{x\in \mathrm {Fix} (f)}i(f,x)=\Lambda _{f},}
حيث النقطة الثابتة (f) هي مجموعة النقاط الثابتة لـ f, وΛf هي عدد ليفشيتس الخاص بـ f.
وحيث إن الكمية على الجانب الأيسر مما سبق هي صفر بكل وضوح عندما لا تكون f بها أي نقاط ثابتة، تقتضي فرضية ليفشيتس هوبف بشكل ملحوظ فرضية ليفشيتس للنقاط الثابتة.